# 帕漢縣
1°34′12″S 80°25′12″W / 1.57000°S 80.42000°W
帕漢縣（西班牙語：Cantón Paján），是厄瓜多爾的縣份，位於該國西部，由馬納比省負責管轄，首府設於帕漢，面積1,079平方公里，2001年人口35,952，人口密度每平方公里33.32人。